# Lygodactylus rex
Lygodactylus rex este o specie de șopârle din genul Lygodactylus, familia Gekkonidae, descrisă de Broadley 1963. Conform Catalogue of Life specia Lygodactylus rex nu are subspecii cunoscute.